# West Park (Hartlepool)
West Park – osada w Anglii, w hrabstwie ceremonialnym Durham, w dystrykcie (unitary authority) Hartlepool. Leży 24 km na południowy wschód od miasta Durham i 361 km na północ od Londynu.